# Enrico Bruna
Enrico Bruna (Venecia, 21 de noviembre de 1880-Venecia, 7 de febrero de 1921) fue un deportista italiano que compitió en remo. Ganó cuatro medallas en el Campeonato Europeo de Remo, en los años 1910 y 1911.

## Palmarés internacional
| Campeonato Europeo | Campeonato Europeo | Campeonato Europeo | Campeonato Europeo |
| Año                | Lugar              | Medalla            | Prueba             |
| ------------------ | ------------------ | ------------------ | ------------------ |
| 1910               | Ostende (Bélgica)  | Medalla de plata   | Doble scull        |
| 1910               | Ostende (Bélgica)  | Medalla de plata   | Ocho con timonel   |
| 1910               | Ostende (Bélgica)  | Medalla de bronce  | Scull individual   |
| 1911               | Como (Italia)      | Medalla de oro     | Dos con timonel    |